# شهرستان گلوشکوفسکی
شهرستان گلوشکوفسکی (به لاتین: Glushkovsky District) یک شهرستان در روسیه است که در استان کورسک واقع شده‌است.